# Bernd Grönwald

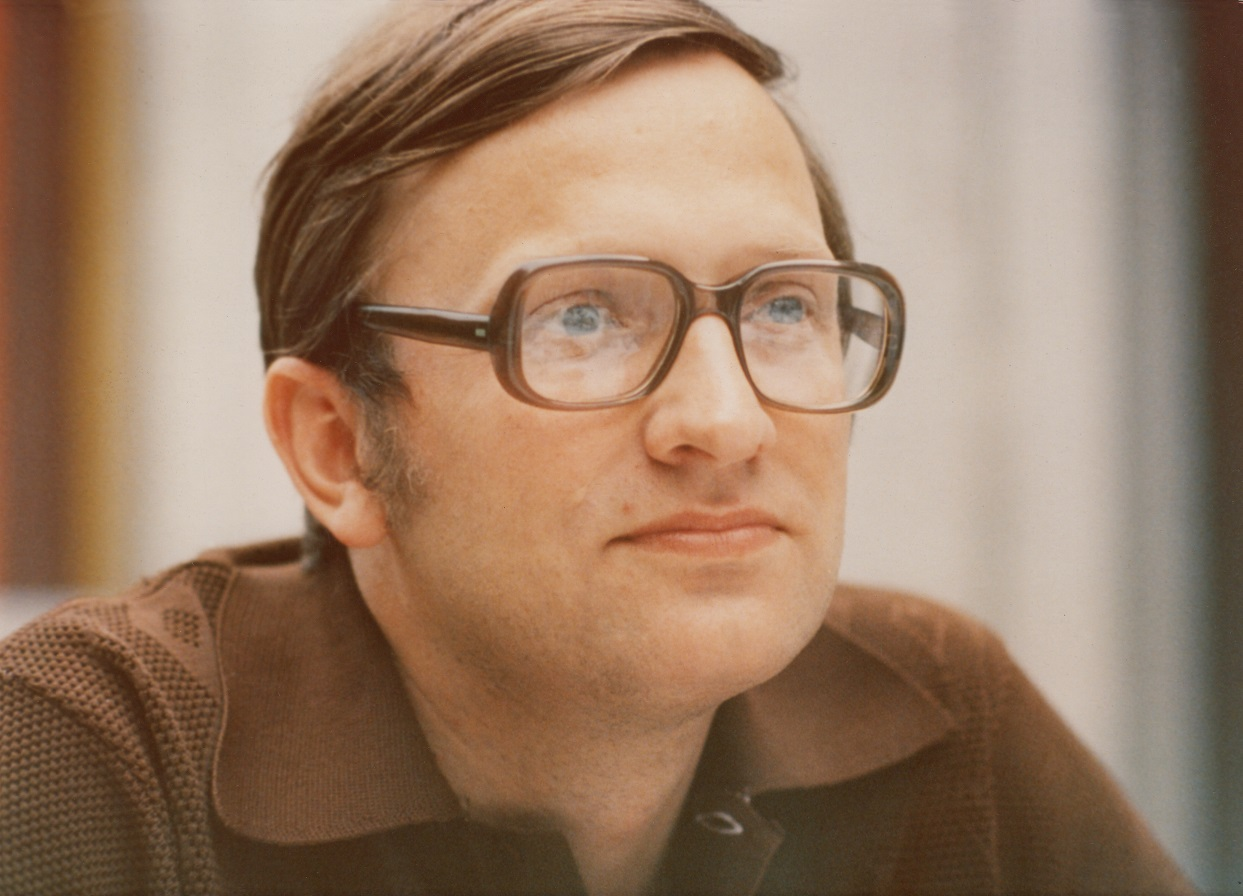
Bernd Grönwald

Bernd Grönwald (* 25. Februar 1942 in Leipzig; † 28. Januar 1991 in Weimar) war ein in der DDR tätiger deutscher Architekt, Architekturtheoretiker und -historiker sowie Hochschullehrer.

## Tätigkeiten (Überblick)
Bernd Grönwald galt in der zweiten Hälfte der 1980er Jahre als führender Architekturwissenschaftler der DDR auf dem Gebiet der Theorie und Geschichte sowie des sozialistischen Städtebaus. Internationale Reputation erwarb er als Wissenschaftler und Fachexperte, Hochschullehrer sowie Vizepräsident und Direktor des Instituts für Städtebau und Architektur der Bauakademie der DDR. Er leistete teils federführend theoretische und praxisverbundene Arbeiten zur Geschichte des Bauhauses sowie zur Weiterentwicklung von Architektur und Städtebau in der DDR, verfolgte wissenschaftliche Arbeiten zu marxistisch-leninistischen Kultur- und Kunstwissenschaften und zur Architektur- bzw. Umweltentwicklung in der entwickelten sozialistischen Gesellschaft. Er wirkte im Bund der Architekten der DDR, als Mitglied des Gesellschaftlichen Rates der Hochschule für Architektur und Bauwesen Weimar (HAB), als Mitglied des Wissenschaftlichen Rates der Bauakademie der DDR, als Mitglied des Wissenschaftlichen Beirates für Bauingenieurwesen/Architektur beim Ministerium für das Hoch- und Fachschulwesen der DDR sowie als Vorsitzender des Redaktionsbeirates der Zeitschrift „Architektur der DDR“ (ab 12. Januar 1987). Mit Christian Schädlich initiierte er die Internationalen Bauhauskolloquien in Weimar und darüber hinaus das „Hannes-Meyer-Entwurfsseminar“ (1982–1986, leitend ab 1983; Projekte mit Architekten des finnischen Architektenverbandes SAFA), das „1. Ferdinand-Kramer-Seminar für Designer und Architekten“ sowie das internationale Seminar „Biostrategien für das Bauwesen“ (ab 1986).
Die Arbeits- und Wirkungsfelder als Wissenschaftler und Architekt umfassen Beiträge zur
- Entwicklung räumlicher weitgespannter Konstruktionen für den Metallleichtbau (1960er Jahre)
- Theorie und Praxis der Umweltgestaltung (1970er Jahre)[3]
- Grundlagenarbeit marxistisch-leninistischer Architekturtheorie (1970er Jahre)[4]
- Geschichte der modernen Architektur, insbesondere des Bauhauses im Zusammenhang mit der Neueröffnung des Bauhauses Dessau (1970/1980er Jahre)[5]

sowie zu
- Reproduktionsaspekten im sozialistischen Städtebau (ab 1986).[6]

## Leben

### Kindheit und Jugend

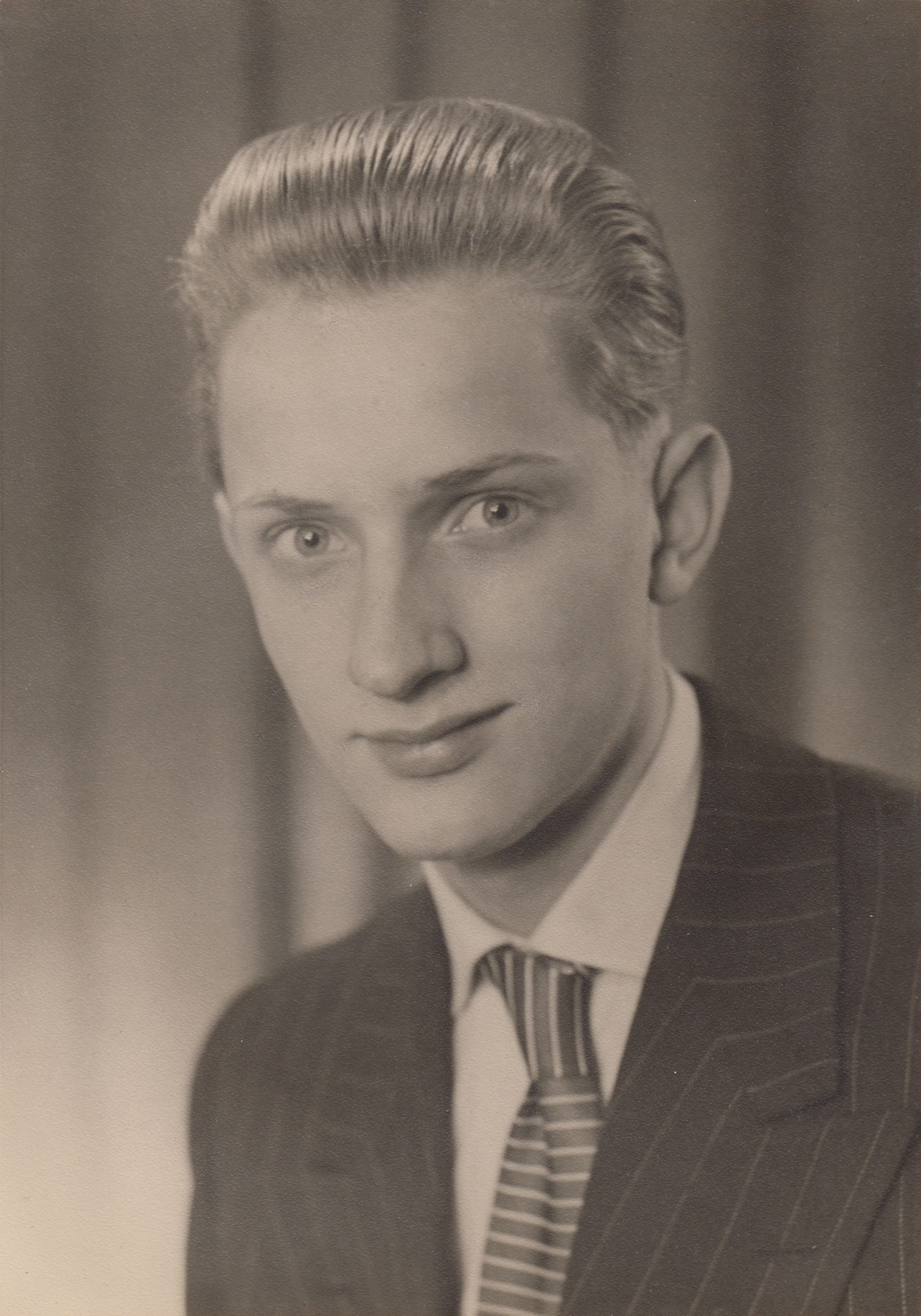
Bernd Grönwald (1959)

Bernd Grönwald war der einzige Sohn des Graveurs und ehemaligen sozialdemokratischen Arbeitersportlers Ernst Grönwald sowie der Kontoristin Helga Grönwald, geb. Mädicke. Die Familie ermöglichte ihm den Besuch einer Volksmusikschule sowie den Besuch der Humboldt-Oberschule in Leipzig (Grundschulabschluss 1956, Durchschnitt 1,08) bis zum Abschluss des Abiturs 1960 (sehr gut). Parallel trieb er aktiven Leistungssport als Leichtathlet. Elternhaus und Schule hielten frühzeitig zu aktiver gesellschaftlicher Arbeit an, was sich etwa in der Delegierung in die Pionierrepublik Wilhelm Pieck 1954 niederschlug. Sie spielte bei der weiteren Entwicklung in Verbindung mit der beruflichen Ausbildung eine bedeutende Rolle. In den Jahren 1960–1962 leistete B. Grönwald einen eineinhalbjährigen Wehrdienst in einem motorisierten Schützenregiment der damals noch freiwilligen NVA auf einem T-34 und trat parallel nach entsprechender Kandidatur 1961 der SED bei. Aus dem Militärdienst schied er als Gefreiter aus, 1971 wurde er zum Oberleutnant der Reserve ernannt.

### Studium
Nach kurzer Tätigkeit als Hilfsarbeiter in der Baupraxis im VEB Bau-Union Leipzig/Eilenburg nahm er im September 1962 ein Architekturstudium an der Hochschule für Architektur und Bauwesen Weimar (HAB) auf. Durch die im gleichen Jahr geschlossene Ehe mit seiner Frau Marlis entstand ein enger Kontakt zur Familie Mehler-Rülicke. Mit Käthe Rülicke entwickelte sich ein intensiver Gedankenaustausch im intellektuellen Umfeld des Berliner Ensembles, der den jungen Studierenden politisch und analytisch-kritisch prägte.
Während des Studiums war er als Hilfsassistent an den Lehrstühlen Innengestaltung (Horst Michel) sowie Statik und Festigkeitslehre (Siegried Speer) tätig und wurde 1965 über ein Wilhelm-Pieck-Stipendium gefördert. Im zweiten Studienjahr 1963 formte ein Aufmaßpraktikum an abrissgefährdeter Bausubstanz in Quedlinburg Grönwalds denkmalpflegerisches Grundverständnis nachhaltig. Nach Vertiefung absolvierte er das Diplom 1967 im Bereich Produktionsbauten. Bereits ab dem dritten Studienjahr übernahm B. Grönwald als Hilfsassistent eine selbstständige Lehrtätigkeit mit der Führung von Seminaren in Technischer Mechanik, Statik und Festigkeitslehre. Nach dem Studium wurde er mit diesen Erfahrungen in den nach der damaligen Hochschulreform neu formierten Bereich Baukonstruktionen und Tragsysteme an der HAB als wissenschaftlicher Assistent angestellt. Zunächst wurden ihm praktische Entwurfs- und Projektierungsaufgaben wie für ein Sozialgebäude des VEB Büromaschinenwerk Sömmerda und für den Bau eines Versuchs- und Laborgebäudes (Projekt Zentrallabor der HAB Weimar) und für den Einsatz räumlicher Stabtragwerke in der Gestaltung von Bauten der Landwirtschaft und der Industrie übertragen. Zwischen 1968 und 1971 bearbeitete er außerdem vier ingenieurtheoretisch angesiedelte Forschungsaufträge, die zum einen durch die Bauakademie der DDR/Institut für Industriebau und des Weiteren durch das MLK Leipzig sowie den VEB Lapro-Potsdam mit zwei Aufträgen an ihn vergeben wurden. Teilweise wurden die Ergebnisse veröffentlicht und mündeten mit der Beschäftigung mit Problemen des Metallleichtbaus und seiner Anwendung unmittelbar in praktische Realisierung sowie als Grundlagenarbeiten in die Umsetzung der Promotion A.

### Promotion
Die Dissertation mit Promotion zum Dr.-Ing. zur Anwendung räumlich tragender Metallleichtbaukonstruktionen auf dem Wissenschaftsgebiet „Produktionsbau“, entstanden in Kollektivarbeit mit Dagmar Seyfarth (Titel: „Die Anwendung von ausgewählten Systemen des Metallleichtbaus für die Bautenkategorien der Land- und Nahrungsgüterwirtschaft“) wurde 1971 beendet. Die inzwischen als Oberassistent geführte Anstellung wurde damit aufgehoben. Es schloss sich eine intensive Lehrtätigkeit mit Vorlesungen und Seminaren in den Fächern Tragsysteme, Statik- und Festigkeitslehre sowie Baukonstruktionen und Architekturtheorie in den Fachrichtungen Architektur und Städtebau an. Als Leiter einer Arbeitsgruppe forcierte B. Grönwald umfangreiche konzeptionelle Arbeiten zur Neuprofilierung der Architekten- und Städtebauerausbildung an der Weimarer HAB, die sich auch in der hochschulpädagogischen Entwicklung Anfang der 70er Jahre auswirken konnten. Aus diesen resultierten unter anderem die Bildung der Sektionen Architektur sowie Gebietsplanung und Städtebau mit entsprechenden Studienplänen. 1976 in den Bund der Architekten der DDR (BdA) aufgenommen, erstellte Bernd Grönwald zwischen 1974 und 1977 im Rahmen einer außerplanmäßigen Aspirantur eine kultursoziologische Studie am Institut für Kultur- und Kunstwissenschaften der Akademie für Gesellschaftswissenschaften in Berlin und promovierte 1977 zum Dr. sc. phil. Inhaltlich konzentrierte sich diese Forschung auf den Arbeitsprozess im Verhältnis zur Entwicklung kultureller Bedürfnisse in der Arbeiterklasse sowie den Anforderungen an die Arbeitsumweltgestaltung und entstanden in enger Zusammenarbeit mit finnischen, schwedischen und sowjetischen Kollegen. Praktisch bzw. empirisch wurde diese Arbeit mit vorangegangenen Untersuchungen in Planungen für das Textilkombinat Leinefelde und die Umgestaltung der Produktion und des Werkes des VEB Automobilwerke Zwickau verbunden. Beide Arbeitsschwerpunkte prägten bis 1979 die wissenschaftliche Entwicklung Grönwalds und mündeten in zahlreiche Publikationen im In- und Ausland, Planungsgrundlagen sowie wissenschaftliche Anschlussarbeiten. Durch staatliche Planänderungen kam es allerdings nicht zur Umsetzung der Vorhaben in Zwickau, was von ihm als verhängnisvolle Fehlentscheidung angesehen wurde.

### Weimar

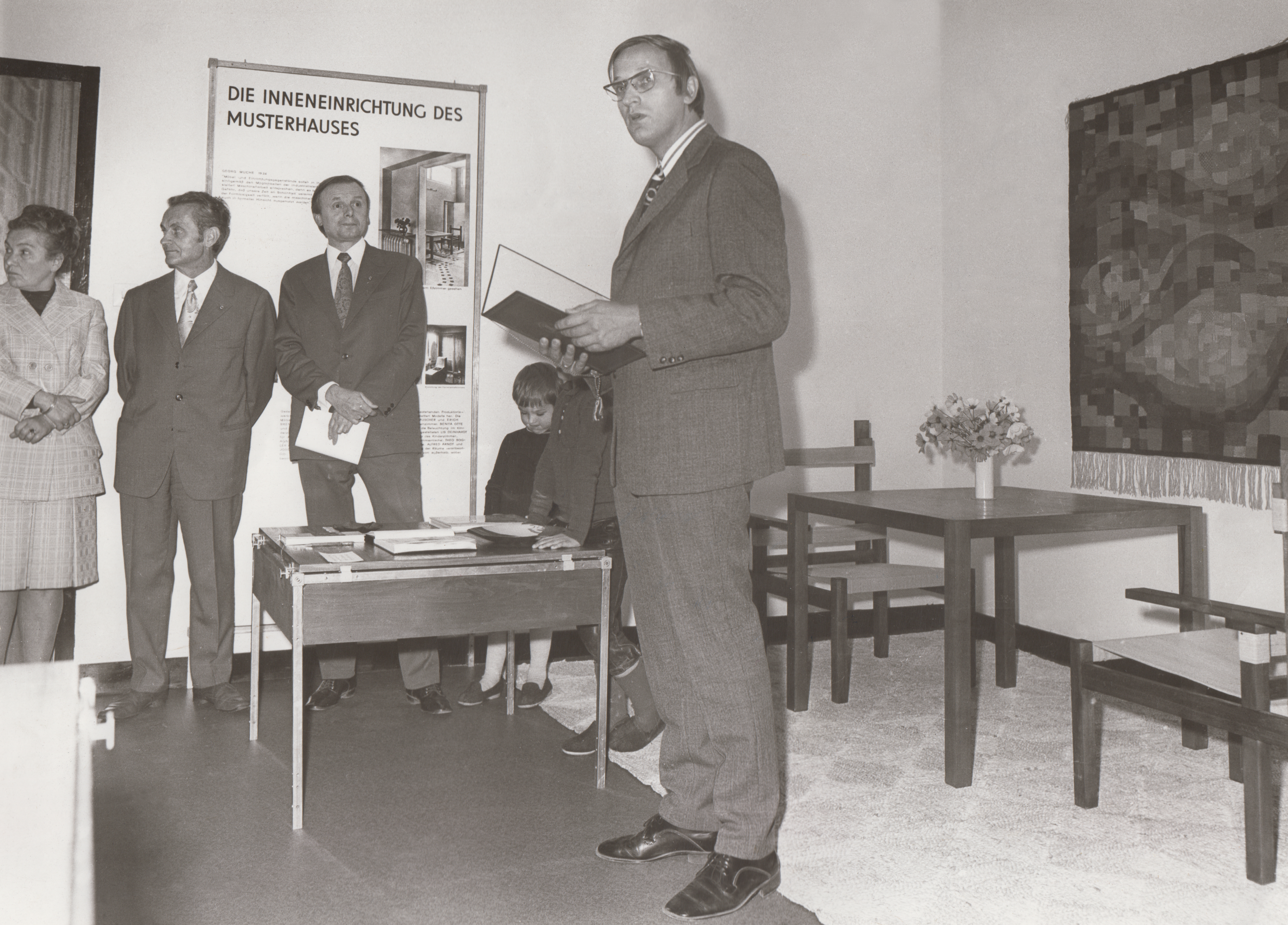
Eröffnung des Ausstellungskabinettes im Haus Am Horn zum 50. Jubiläum der Bauhausausstellung 1973 (v. l. n. r.: Lilo und Konrad Püschel, Christian Schädlich, Bernd Grönwald)

Durch Emeritierung im Bereich Theorie und Geschichte in der Architektur an der HAB ergab sich 1971 die Möglichkeit, einen den Interessenfeldern Grönwalds entsprechenden Lehrauftrag für Architekturtheorie zu erhalten. Gleichzeitig zu diesem Lehrauftrag wurde ihm 1971 die Wahlfunktion des Sekretärs der Parteiorganisation der SED an der HAB angetragen, die er bis zum Jahre 1978 ausübte. Diese Tätigkeit gab er 1978 aus eigenem Entschluss auf und lehnte weitere Angebote für hauptamtliche Funktionen in der Folgezeit ab, um sich zielgerichtet der fachlichen Arbeit und vor allem der Architektenausbildung zu widmen. Das 1971 übernommene Lehrgebiet baute B. Grönwald über ein Jahrzehnt neu auf und initiierte nach der autodidaktischen Einarbeitung in die Geschichte des Bauhauses und der Moderne 1973 ein Forschungsprojekt zur Geschichte des Bauhauses, an dem er maßgeblich mitwirkte.
Mit dem Aufbau einer Forschungsgruppe in Weimar gelang es, Kontakte mit vielen ehemaligen Bauhäuslern herzustellen. Intensive Korrespondenz und anhaltende Freundschaften entwickelten sich etwa zu Max Bill, Peter Keler, Ferdinand Kramer, Georg Muche, Richard Paulick, Margaretha Reichardt, Konrad Püschel und vielen anderen. Parallel erarbeitete Beiträge gesellschaftswissenschaftlicher Forschung zur Planung und Durchführung von Maßnahmen zur Entwicklung der sozialistischen Arbeitskultur in der Industrie wurden in die Praxis überführt.

### Bauhaus/Weimar und Dessau
Nach der zu großen Teilen in Eigenleistung durchgeführten Rekonstruktion des 1923 vom Bauhaus errichteten Musterhauses Am Horn, der Erarbeitung der denkmalpflegerischen Zielstellungen für den Umgang mit dem Gebäude und Etablierung einer kleinen Bauhausausstellung aus Anlass des 50. Jahrestages der Eröffnung der 1. Bauhausausstellung (1973, Neugestaltung 1986) gelang es nach intensiver Öffentlichkeitsarbeit unter anderem mit zahlreichen Vorträgen zum fortschrittlichen Erbe des Bauhauses (Urania) schließlich im Jahre 1976, die damalige Regierung und politische Führung der DDR mit einer Studie zu veranlassen, mit einem Beschluss des Sekretariates des ZK der SED vom 7. April 1976 und einem nachfolgenden Beschluss des Ministerrates der DDR die grundfalschen Beschlüsse zur Verurteilung des Bauhauses aus den 1950er Jahren aufzuheben. In Folge konnten in Weimar internationale Bauhauskolloquien durchgeführt und das Bauhaus Dessau zunächst (1976) rekonstruiert und 1986 neu eröffnet werden. Dem Arbeitskreis Bauhausforschung gehörte B. Grönwald ständig an und war an dem sehr widerspruchsvollen Prozess um die Wiederbelebung des Bauhauses Dessau und die Aufnahme der Bauhausrezeption in der DDR maßgeblich beteiligt. Er brachte sowohl in denkmalpflegerischem Sinne, als auch in der historischen Forschung und in der konzeptionellen Arbeit zur Aneignung des Bauhauserbes für Gegenwart und Zukunft viel eigene Kraft und Leistung ein. Grönwald wurde 1979 Professor für Architekturtheorie an der Weimarer HAB. Nachdem anfangs der Versuch, das Bauhaus Dessau neu zu eröffnen, von offizieller Seite behindert worden war, wurde Grönwald hierbei ab 1981 wieder zu Rate gezogen und durch die Bauakademie und das Ministerium für Hoch- und Fachschulwesen beauftragt, das „Bauhaus Dessau“ als „Zentrum für Gestaltung“ neu aufzubauen, wozu auch Arbeitsgruppen für Städtebau und Architektur, Produkt- und Umweltgestaltung, Bildende Kunst, Kultur- und Öffentlichkeitsarbeit sowie Wissenschaftliche Dokumentation und Sammlungen eingerichtet werden sollten. Diese, die konzeptionellen Arbeiten zum Aufbau der wissenschaftlich-produktiven Direktionsbereiche des Bauhauses Dessau in einem Honorarvertrag bündelnde Aufgabe nahm er gleichzeitig zur Tätigkeit als Direktor der Sektion Architektur an der HAB Weimar wahr (1980–1986). Sie bot ihm vielfältige Möglichkeiten, Lehre, Fortbildung und Forschung zu verbinden und umzusetzen – bemerkenswerter Weise errangen dreimal von ihm betreute Diplomanden Preise im UIA-Wettbewerb der internationalen Architekturhochschulen. Im Rahmen eines Entwurfswettbewerbes für das Schiller–Museum in Weimar 1981 konnte er alle Wissenschaftsbereiche der Sektion Architektur der HAB zur Beteiligung verpflichten und damit dem Vergleich unterschiedlichster Lösungsansätze und einer intensiven konzeptionellen wie inhaltlichen Diskussion um einen der wenigen Museumsneubauten der DDR den Weg ebnen. Bis zum Bauabschluss 1988 verwoben sich Konzepte und Beteiligungen allerdings komplex.

### Bauakademie/Berlin

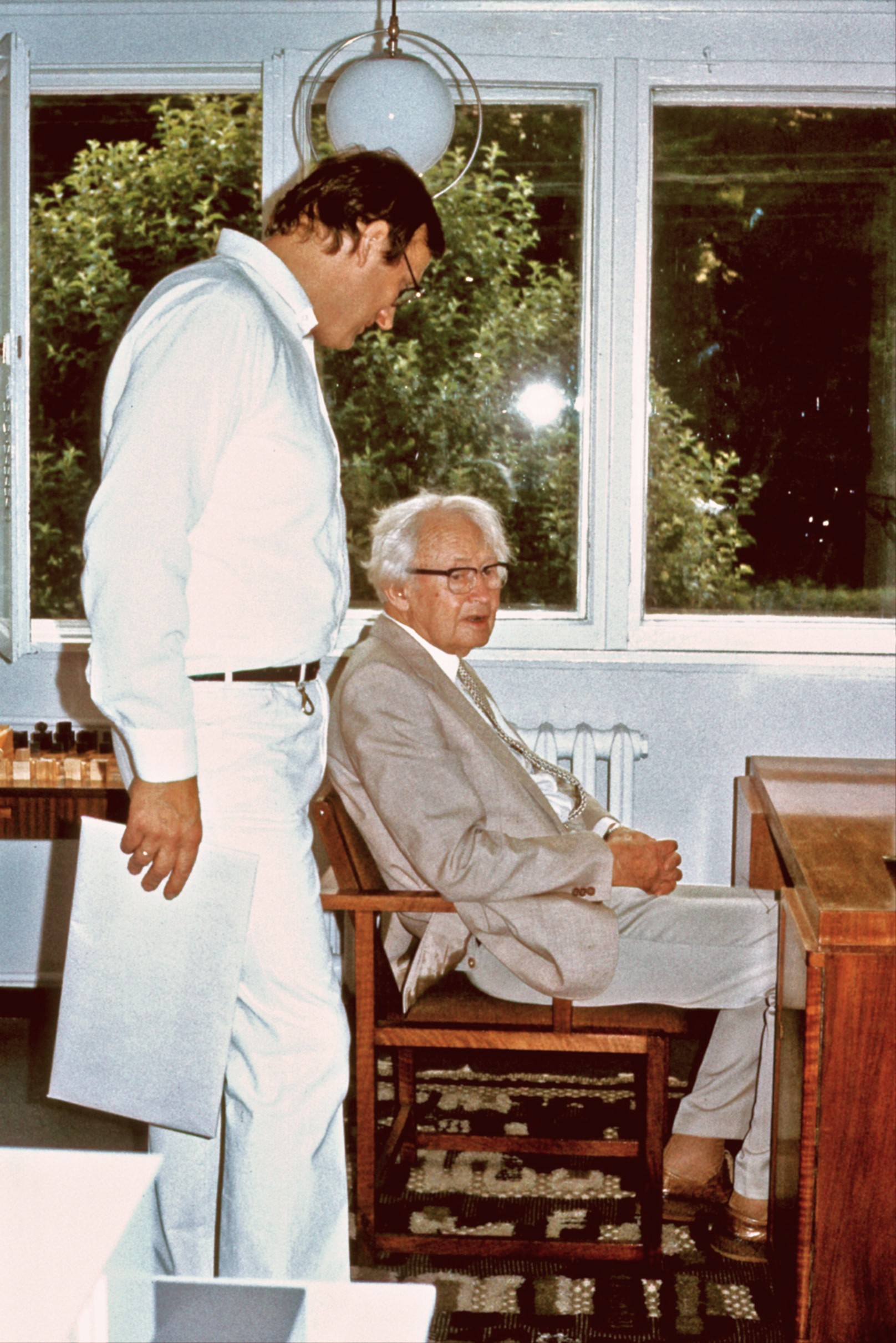
Bernd Grönwald und Georg Muche 1983 im Haus Am Horn

Neben diesen Einzelinitiativen leitete B. Grönwald Projekte bzw. Themen der Grundlagenforschung, die sich zunehmend mit dem Wechselverhältnis von Umwelt – Mensch und Architektur auseinandersetzten und ihm wissenschaftlich die Grundlage schufen, um zum 1. Februar bzw. 1. Mai 1986 einem Ruf an die Bauakademie der DDR nach Berlin zu folgen. In Berlin entspann sich in intensiver Auseinandersetzung um diese Themen ein enger Kontakt zum ehemaligen Direktor des Instituts für Städtebau und Architektur und seinem Amtsvorgänger Hermann Henselmann, der vom fortgesetzten Austausch mit Käthe Rülicke unterstützt wurde. Die ordentliche Professur für Architekturtheorie in Weimar wurde in eine Honorarprofessur für Architekturtheorie an der HAB umgewandelt. Bis dahin bot die Hochschultätigkeit vielfach Gelegenheit, Gastvorlesungen im Ausland durchzuführen und Partnerbeziehungen zu Hochschulen im Ausland auf- und auszubauen, die zu Verträgen zwischen der HAB und diesen führten. Das betraf insbesondere Hochschulen in der Sowjetunion, Vietnam (1982), in Kuba (1983), Italien, Frankreich und Finnland und verband sich mit Einladungen zu Gastvorträgen und Ausstellungseröffnungen sowie Mitwirkung bei der Gestaltung von verschiedenen Ausstellungen in der Bundesrepublik und Westberlin. Auf internationalen Kongressen vertrat B. Grönwald die DDR (Moskau 1972, 1974 und 1976, IKAS Helsingor 1984, UIA, Kairo 1985, Brighton 1987). Diese Rolle kam ihm im Frühjahr 1989 beim erfolgreichen Rechtsstreit in der Schweiz um die Gewinnung des von Lena Meyer-Bergner betreuten Nachlasses von Hannes Meyer für das Bauhaus Dessau und die ETH Zürich zu. Die Tätigkeit als Direktor des Instituts für Städtebau und Architektur und Vizepräsident der Bauakademie der DDR konzentrierte sich schwerpunktmäßig auf eine Neuausrichtung der wissenschaftlichen Arbeit zur Stadt- und Regionalforschung sowie der theoretischen und praktischen Arbeit, um die Städte und Regionen in der DDR auf einen grundlegenden Wandlungsprozess in der Reproduktion der Bausubstanz und des Städtebaus einzustellen.
Die Notwendigkeit dieses Wandlungsprozesses war auf Basis einer ausgearbeiteten, wissenschaftlich fundierten Voraussicht absehbar und wurde von ihm 1986 in einer Studie herausgestellt. Parallel bemühte er sich, EDV-Anwendungen für die Stadt- und Architekturplanung unter Umgehung gegebener Embargozwänge gegenüber der DDR den Planern und dem Nachwuchs an der Bauakademie zu erschließen. Mit der Leitung des von ihm initiierten 1. und 2. Berlin-Entwurfsseminares 1987 und 1988 am Bauhaus Dessau zur Gestaltung der Friedrichstraße in Berlin-Mitte sowie des Bauens im Bezirk Prenzlauer Berg wurden unmittelbare städtebauliche wie denkmalpflegerische Brennpunkte bearbeitet. Die aus dieser Tätigkeit und langjähriger Beschäftigung mit der Architekturgeschichte der DDR resultierenden Forschungsergebnisse zeigten, dass der Entwicklungsprozess des Verfalls der Städte in der DDR, die Deformation in der Siedlungsstrukturentwicklung und die Innovationsunfreundlichkeit in der Architekturgestaltung längst vorhersehbar waren, die wissenschaftliche Vorausschau und Stadtplanung aber keinen gesellschaftlichen Nährboden mehr fanden.
Diesen Standpunkt, sein eigenes Verhältnis und seine Verantwortung zu diesem Entwicklungsprozess versuchte B. Grönwald im von ihm vorbereiteten und geleiteten Symposium „Gesellschaftskonzeption und Stadtentwicklung“ am 17. Januar 1990 in Berlin einzubringen. Zuvor war am 5. Oktober 1989 die von ihm verantwortlich vorbereitete 57. Plenartagung der Bauakademie der DDR zu Städtebau und Architektur abgesetzt worden, weshalb er gegenüber den Verantwortlichen erklärte, dass er nicht mehr bereit sei, seine Tätigkeit unter den gegebenen politischen Umständen weiterzuführen. Die gesellschaftlichen Ereignisse und die Möglichkeiten des Weiterarbeitens im Sinne des o. g. Symposiums hatten diese Entscheidung gegenstandslos gemacht. Es galt nun unter veränderten, vermeintlich leichteren Umständen die Kontakte und Zusammenarbeitsfelder mit wissenschaftlichen Einrichtungen und Wissenschaftlerpersönlichkeiten der BRD konzentriert auszubauen, wofür sich besonders der Standort Bauhaus Dessau anbot. Das 1986 gegründete und seitdem von B. Grönwald gemeinsam mit Berthold Burckhardt/TU Braunschweig geleitete Seminar „Biostrategien für das Bauen“ konnte intensiviert werden. Zudem gelang es, nachdem die am Institut für Städtebau und Architektur an der Bauakademie in den von Grönwald geleiteten Planungs- und Wissenschaftlergruppen konkreter erschlossenen Erfahrungsfelder zur Stadtplanung und Stadtentwicklung primär in Arbeiten zum Stadterneuerungsprozess in Dresden und der Stadt Eisleben, sowie den Aufbau und die Leitung einer interdisziplinären wissenschaftlichen Planungsgruppe für die Stadtplanung Leipzigs mündeten, den seit dem 13. Juni 1990 gesamtdeutsch agierenden Deutschen Städtetag zu einer Tagung in Dessau anzuregen. Angesichts des drängenden Sanierungsbedarfs konnte er vorerst mindestens fünf ostdeutsche Städte mit markanten historischen Stadtkernen als Pilotprojekte und „Modellstädte für Stadtsanierung“ für das Programm Städtebaulicher Denkmalschutz ab 1991 vorschlagen (Stralsund, Quedlinburg, Görlitz, Leipzig, Meißen und Weimar im Programm Städtebaulicher Denkmalschutz für die Neuen Länder). Der notwendige wie erfolgreiche Ansatz wurde rasch ausgeweitet (bis 2005 umfasste das Förderprogramm letztlich 162 Städte der ehemaligen DDR).

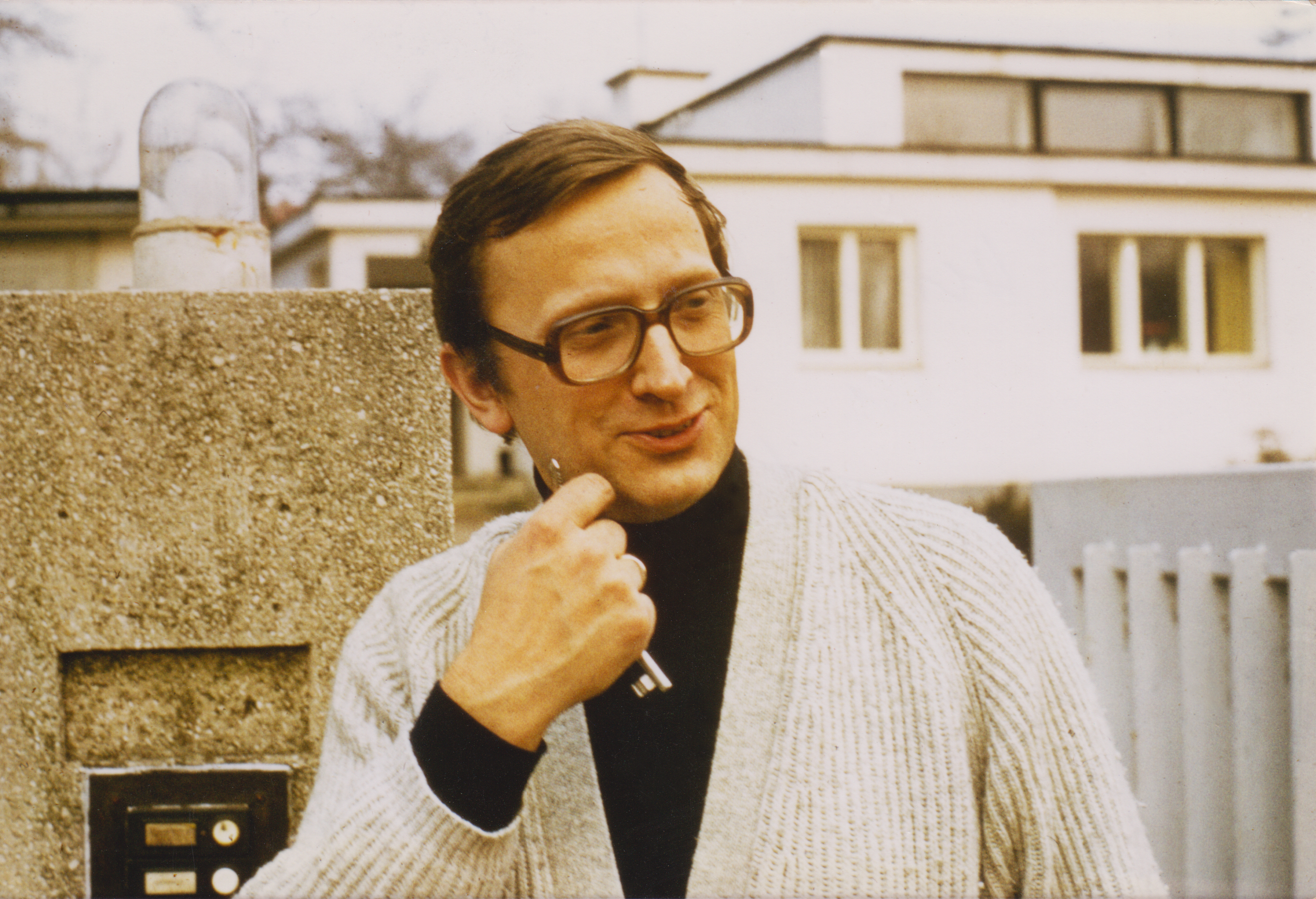
Bernd Grönwald 1989 vor dem Haus Am Horn in Weimar

Mittelfristig bahnte sich die Wiedervereinigung des Bundes Deutscher Architekten (BDA) an, in deren Vorfeld sich die sog. Bauhauskonferenz Dessau am 24. Juni 1990 organisieren ließ. Sie brachte die Dessauer Erklärung des BDA „Auf dem Wege zu einer demokratischen Baukultur“ auf den Weg. Trotz dieser Aktivitäten und beratender Tätigkeit für die Modrow-Regierung wurde eine Fortsetzung der Kernarbeit für B. Grönwald aufgrund einer Auflage zur Evaluierung und Auflösung der Bauakademie sowie der angekündigten eigenen Entlassung zum 31. Dezember 1990 unterbrochen. Bernd Grönwald lehnte diese Maßnahmen ab und beging nach seinem Rückzug und einem Kuraufenthalt in Bad Elster angesichts des Verlustes der Werte, für die er in seiner beruflichen Laufbahn gestritten hatte und Unverständnis gegenüber seinem breiten Tätigkeitsspektrum als Wissenschaftsmanager am 28. Januar 1991 im Haus Am Horn Suizid. Er hat die Wende in der DDR gewollt und mit vorbereitet. Wie sie sich dann letzten Endes tatsächlich vollzog, ertrug er nicht.

### Familie
Bis zu seinem Tod wohnte Bernd Grönwald mit seiner Familie Am Horn 61 in Weimar. Einen Arbeitswohnsitz unterhielt er in der Schönhauser Allee 115B in Berlin. Seit 1962 war er mit Marlis Grönwald, geb. Mehler verheiratet. Der Ehe entstammen drei Söhne, Jens, Ingo und Holger Grönwald.

## Auszeichnungen
- 1970: Aktivist der sozialistischen Arbeit
- 1970: Kollektiv der sozialistischen Arbeit
- 1971: Aktivist der sozialistischen Arbeit
- 1972: Ehrennadel der DSF in Silber
- 1974: Verdienstmedaille der DDR
- 1976: Medaille „50 Jahre Bauhaus“ in Anerkennung und Würdigung besonderer Verdienste um die Wahrung des humanistischen Erbes des Bauhauses
- 1978: Aktivist der sozialistischen Arbeit
- 1980: Orden Banner der Arbeit Stufe I
- 1980: Kollektiv der sozialistischen Arbeit
- 1985: Schinkel-Medaille des Bundes der Architekten der DDR in Silber
- 1985: Hannes-Meyer-Plakette des Rates des Bezirkes Halle
- 1986: Hochschulplakette für hervorragende Verdienste der HAB Weimar
- 1989: vorgeschlagen zum Architekturpreis der DDR

## Mitgliedschaften
- BdA – Bund der Architekten der DDR (seit 1971, 1982–1986 Mitglied des Präsidiums des Bundesvorstandes des BdA; 1986 aus dem Präsidium und 1989 aus dem Bundesvorstand ausgeschieden)
- Mitglied der Kreisleitung Weimar der SED 1971–1982
- Mitglied der Bezirksleitung Erfurt der SED 1982
- Vertreter der DDR im UIA-Weltverband der Architekten
- IKAS – Internationaler Kongress für Architektur und Städtebau/Hamburg (1984–1989), Mitglied des Vorbereitungskomitees
- BISS – Bartlett International Summer School/London (ab 1986 Teilnahme mit Hauptvorträgen und Publikationen)

## Ausstellungsgestaltungen
- 1973–1986 – Autor der Kabinettausstellung „Musterhaus Am Horn“ Weimar (Baugeschichte)
- 1986 – Mitwirkung an der Bauhausausstellung der DDR im Bauhaus Dessau
- 1971/1989 – Moskau/Weimar: Quellenaufschluss/Beratung zu Ausstellungen zum Lebenswerk des Architekten und Bauhausdirektors Hannes Meyer (Autor Klaus-Jürgen Winkler)
- 1982 – Beratung zur Synopse und Ausstellung „Geschichte der HfG – Ulm“
- 1986 – Alfeld/Leine, Idee und Konzeption der Ausstellung zu „Walter Gropius und die Fagus-Werke“, Entwurf mit A. Emmrich u. a.
- 1987 – Mitwirkung an der Bauausstellung der DDR in Berlin bei der Gestaltung des Ausstellungsteils „Städtebau“

## Schriften (Auswahl)
- Zur kulturschöpferischen Spezifik im Ingenieurschaffen des Bauwesens. In: Wissenschaftliche Zeitschrift der HAB Weimar 20. Jg., Heft 3/4, 1974, S. 277–283
- Die 6. Baukonferenz, Impuls und Verpflichtung, in: Architektur der DDR 1/1976 (mit H. Sonntag)
- Hauptrichtungen und Aufgaben in der weiteren Entwicklung kultureller Bedürfnisse bezogen auf den Arbeitsprozeß. In: AIF-Informationen, Berlin 1978 a
- Gestaltung planen. In: form+zweck 4, Berlin 1978 b, S. 3f.
- Thesen zum Baudesign. In: form+zweck 24/3, Berlin 1981, S. 15–17
- Der Postmodernismus – eine alternative Architektur? In: Architektur der DDR 31/6, Berlin 1982 a
- Architekturprogrammatik für die 80er Jahre, in: Architektur der DDR 31/6, Berlin 1982 b, S. 335–339
- Architekturtheorie in der Ausbildung von Architekturstudenten an der Hochschule für Architektur und Bauwesen Weimar, in: Architektur der DDR 31/6, Berlin 1982 c, S. 365–367
- „Humanisierung der Arbeit“ im entwickelten Kapitalismus der siebziger Jahre. In: Wissenschaftliche Zeitschrift der HAB Weimar 28. Jg., Heft 5/6, 1982 d, S. 361–368 (mit Eberhardt Blei)
- Architekturfortschritt heute und für morgen. In: Architektur der DDR 32/12, Berlin 1983 a, S. 749–751 sowie Wissenschaftliche Zeitschrift der HAB Weimar 29. Jg., Heft 4/6, 1983 b, S. 351–355
- Historizität und Innovation. In: form+zweck 16, Berlin 1984, S. 39–40
- Pokrok architektury dnes a pre buducnost, zbornik vedeckych a adborych prac 1985. In: SVST fakulta architektura, Bratislava 1985 b, S. 43
- Vorwort. Laudatio für Prof. Dipl.-Ing. Siegfried Speer aus Anlaß seiner Emeritierung. In: Wissenschaftliche Zeitschrift der HAB Weimar 31. Jg., Heft 2 Reihe A, 1985 c, S. 33–37
- Laudatio für Claude Schnaidt zur Ehrenpromotion an der HAB Weimar am 27.5.83. In: Wissenschaftliche Zeitschrift der HAB Weimar 31. Jg., Heft 2 Reihe A, 1985 d, S. 72
- Laudatio für Dozent Dipl. Grafiker Werner Claus aus Anlaß seiner Verabschiedung aus dem Hochschuldienst. In: Wissenschaftliche Zeitschrift der HAB Weimar 31. Jg., Heft 2 Reihe A, 1985 e, S. 85–87
- 8. Mai 1945 – Befreiung vom Faschismus in Städtebau und Architektur. In: Wissenschaftliche Zeitschrift der HAB Weimar 31. Jg., Heft 3, 1985 f, S. 101–104
- Georg Opitz 1921–1987. In: form+zweck 6, Berlin 1987
- Szenarien als Anstiftung zur Kommunikation. Beitrag zum Symposium des 2. Wissenschaftstages des ILS Dortmund, ILS-Taschenbücher, Dortmund 1988 a
- Zur Innovationsproblematik in den Industriegebieten der DDR. In: Innovationen in alten Industriegebieten. Beiträge zum 1. Wissenschaftstag des ILS/NRW, ILS-Taschenbücher, Dortmund 1988 b, S. 24 ff.
- Interactions between research on urban development, state leadership activities and structural practicability in 40-year development in the German Democratic Republic. In: 6. Konferenz Stadt- und Regionalforschung der UN/ECE-Kommission für Europa, Leipzig 1988 c, S. 181 ff.
- Zum Verhältnis zwischen Entwicklung der Produktivkräfte und der städtebaulich-architektonischen Form. In: Proceedings of the 9. Bartlett International Summer School, London 1988 d, S. 180 ff.
- Zu den Aufgaben der Städtebauinstitute der sozialistischen Länder in der Zeit der Perestroika und der ökonomischen Reformen, gedrucktes Manuskript, Warschau 1989 a (mit Klaus Andrä)
- Rolle der Ästhetik. In: angebote 2, organ für ästhetik, Themenheft Ästhetik und Empirie, gedrucktes Manuskript der Humboldt-Universität zu Berlin, Berlin 1989 b, S. 73ff.
- mit Grönwald, Marlis: Haus Am Horn. Experiment für die Serie. In: Schubert, Werner: Weimar. Einblicke in die Geschichte einer europäischen Kulturstadt., Leipzig 1999, S. 263–277 (online)
- 40 Jahre Städtebau- und Architekturentwicklung in der DDR. Ein Vortrag aus dem Jahre 1989, in: Bernhardt, Christoph, Flierl, Thomas, Welch-Guerra, Max (Hrsg.), Städtebau-Debatten in der DDR. Verborgene Reformdiskurse. Beiträge des 7. Hermann-Henselmann-Kolloquiums zur Stadtplanungsgeschichte als Gesellschaftsgeschichte, Berlin 2012, S. 184–193, ISBN 978-3-943881-13-4